# Ananai-kyō
Ananai-kyō (jap. 三五教; nauka trzech i pięciu [religii]) – japońska sekta religijna (zaliczana do nowych ruchów religijnych) o charakterze eklektycznym, założona w 1949 r. przez wyznawcę sekty Ōmoto, Yonosuke Nakano (1887–1974), który – jak twierdził – doznał objawienia.
Głównym bóstwem jest Kunitokodachi no Mikoto, Wieczny Duch Ziemi. Według Nihon-shoki, pierwsze bóstwo, które pojawiło się w czasie tworzenia nieba i ziemi. Z shintō zaczerpnięto przede wszystkim obrzędy i rytuały, jak chinkon-kishin („powrót do boskości poprzez duchowe wyciszenie”; inaczej: „uspokojenie duszy, aby stać się kami”).
"Trzy" (三) w nazwie sekty odnosi się do nauk: pewnej formy taoizmu głoszonego przez Stowarzyszenie Czerwonej Swastyki (patrz en-wiki hasło Guiyidao), bahaizmu i chinkon-kishin. "Pięć" (五) nawiązuje do tradycji: chrześcijaństwa, islamu, konfucjanizmu, buddyzmu i taoizmu. To z nich Ananai-kyō czerpie inspirację.
Sekta przykłada wagę do kształtowania świadomości poszanowania środowiska naturalnego poprzez edukację i pracę na roli. Człowiek i natura tworzą jedność.
Kwatera główna sekty znajduje się w mieście Kakegawa w prefekturze Shizuoka.